# Bedfords paradijsmonarch
Bedfords paradijsmonarch (Terpsiphone bedfordi) is een zangvogel uit het geslacht Terpsiphone en de familie Monarchidae (monarchen). De vogel werd in 1907 geldig beschreven door William Robert Ogilvie-Grant en als eerbetoon vernoemd naar Hastings William Sackville Russell, 12th Duke of Bedford (1888 – 1953).

## Verspreiding en leefgebied
Deze soort is endemisch in oostelijk Congo-Kinshasa.

## Status
De grootte van de populatie is niet gekwantificeerd maar de soort wordt omschreven als zeldzaam tot algemeen in twee gescheiden gebieden. Op de Rode lijst van de IUCN heeft deze soort de status niet bedreigd.